# گوردخمه سرخ‌ده
گوردخمه سرخ ده مربوط به دوره مادها است که در استان کرمانشاه، شهرستان هرسین، روستای سرخه ده در ۱۹ کیلومتری گوردخمه اسحاق‌وند بین روستا شمس‌آباد و سرخه ده در کنار چپ رودخانه گاماسیاب قرار گرفته‌است. این گوردخمه دارای ۲ متر عرض و عمقی برابر ۱/۷۵ متر می‌باشد. ارتفاع بلندترین نقطه آن از کف تا سقف ۱/۲۰ متر است. برخی باستانشناسان این گور را متعلق به گئومات مغ دانسته‌اند .سازمان میراث فرهنگی، گردشگری و صنایع دستی استان کرمانشاه بایگانی‌شده  در ۶ مارس ۲۰۱۶ توسط Wayback Machine این اثر با نام «گور دخمه سرخه ده (هـ - ۸۲)» در تاریخ ۲۴ فروردین ۱۳۸۲ با شمارهٔ ثبت ۸۱۶۰ به‌عنوان یکی از آثار ملی ایران به ثبت رسیده‌است.

## آسیب‌ها
در مردادماه سال ۱۳۸۸ قاچاقچیان آثار عتیقه، اقدام به حفاری توسط مواد منفجره در این گوردخمه نمودند. با این وجود همچنان از این اثر باستانی حفاظتی نمی‌شود.

## نگارخانه

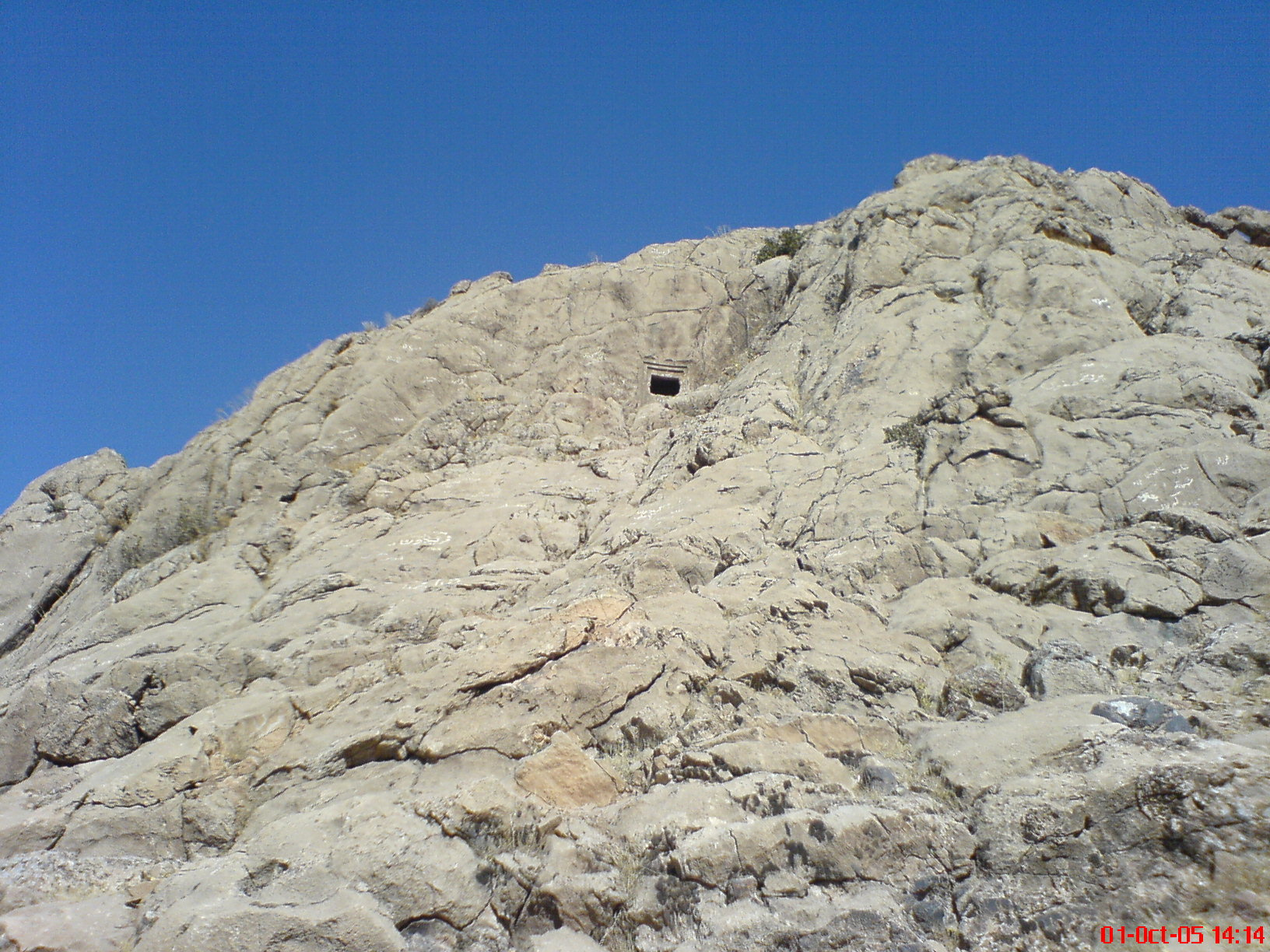
نمای گور دخمه سرخ ده از جاده